# Gilly Macmillan
Gilly Macmillan – brytyjska powieściopisarka, autorka thrillerów psychologicznych.

## Biografia
Urodziła się w Wielkiej Brytanii i dorastała w Swindon w hrabstwie Wiltshire. Studiowała historię sztuki na Uniwersytecie Bristolskim i w Courtauld Institute of Art w Londynie, gdzie uzyskała magisterium z zakresu współczesnej sztuki brytyjskiej. Mieszka w Bristolu wraz z mężem i trojgiem dzieci.
Zadebiutowała w 2015 roku thrillerem psychologicznym Dziewięć dni (tytuły angielskie What She Knew albo Burnt Paper Sky), który w 2016 roku zdobył nominację do Nagrody im. Edgara Allana Poego w kategorii najlepsza książka w miękkiej oprawie i znalazł się na liście bestsellerów „New York Timesa”. Kolejna powieść, Perfekcyjna dziewczyna (2016), również została dobrze przyjęta przez krytykę. Książki Gilly Macmillan przetłumaczono na przeszło dwadzieścia języków; w 2020 roku ich łączny nakład przekroczył milion egzemplarzy. 

## Twórczość

### Powieści o inspektorze Jimie Clemo
- What She Knew (wcześniejszy tytuł Burnt Paper Sky[4]) (2015), wyd. polskie Dziewięć dni (2016), tłum. Tomasz Wyżyński, ISBN 978-83-7943-917-1
- Odd Child Out (2017), wyd. polskie Inne dziecko (2020), tłum. Kamil Bogusiewicz, ISBN 978-83-8139-378-2

### Pozostałe powieści
- The Perfect Girl (2016), wyd. polskie Perfekcyjna dziewczyna (2017), tłum. Tomasz Wyżyński, ISBN 978-83-8031-557-0
- Shades of Guilt (2018)
- I Know You Know (2018)
- The Nanny (2019), wyd. polskie Niania (2021), tłum. Robert Ginalski, ISBN 978-83-8139-379-9
- To Tell You the Truth (2020)[8]
- The Long Weekend (2022)[1]